# Florian Bruyas
Pour les articles homonymes, voir Bruyas.
Florian Bruyas, né à Lyon le 26 juillet 1901 et mort à Bonson (Loire) le 22 octobre 1974, est un homme politique français.

## Détail des fonctions et des mandats
Mandat parlementaire
- 26 avril 1959 - 1er octobre 1968 : Sénateur du Rhône